# Elecciones al Parlamento de Galicia de 1981
Las Elecciones al Parlamento de Galicia de 1981 se celebraron el 20 de octubre, con el fin de elegir a los setenta y un diputados de la primera legislatura del Parlamento de Galicia.
La elección se celebró simultáneamente al referéndum sobre el Estatuto de Autonomía de Andalucía.
La gobernante Unión de Centro Democrático (UCD), que se esperaba que mantuviera el gobierno en una región donde había obtenido resultados favorables en las elecciones generales de 1977 y 1979, obtuvo el 27,8% y 24 escaños por lo que quedó en segundo lugar detrás de Alianza Popular (AP), que ganó las elecciones con el 30,5% de los votos y 26 escaños. El Partido dos Socialistas de Galicia (PSdG-PSOE), si bien obtuvo mejores resultados que en las elecciones generales, no logró las ganancias esperadas, obteniendo el 19,6% de los votos y 16 escaños. El Partido Comunista de Galicia (PCE-PCG) consiguió 1 escaño después de que la anulación de 1.100 votos del PSOE en la circunscripción de La Coruña privara a los socialistas de un escaño 17. De los partidos nacionalistas, sólo el Bloque Nacional Popular Galego - Partido Socialista Galego (BNPG-PSG) y Esquerda Galega (EG) consiguieron representación parlamentaria, con 3 y 1 escaño respectivamente.
Con un censo de 2.174.246 electores, los votantes fueron 1.006.222 (46,3%) y 1.168.024 las abstenciones (57,3%). Ha sido el porcentaje de abstención más alto en unas elecciones autonómicas. Gracias a un compromiso entre las dos fuerzas más votadas Gerardo Fernández Albor (AP) fue nombrado primer presidente de la Junta de Galicia. Las elecciones gallegas de 1981 marcaron el principio del fin de la UCD como fuerza política relevante en la política española, confirmando su cada vez más menguante apoyo entre los votantes y el crecimiento de AP a su costa. Las elecciones andaluzas de 1982 celebradas siete meses después marcarían un nuevo golpe para UCD, acelerando la descomposición interna del partido en las próximas elecciones generales.
Los diputados del BNPG decidieron no acatar la constitución, por lo que fueron expulsados del Parlamento.

## Contexto histórico
Las negociaciones para un nuevo estatuto de autonomía para Galicia tuvieron sus raíces en el Estatuto de 1936, votado en referéndum y presentado al parlamento español para su ratificación, pero nunca se hizo cumplir debido al estallido de la guerra civil española. Galicia obtuvo un régimen preautonómico tras la muerte de Francisco Franco en 1975 y durante la transición española a la democracia, junto con la Comunidad Valenciana, Aragón y Canarias y con base en los ejemplos de Cataluña y el País Vasco. La constitución de la Junta de Galicia se formalizó con su aprobación oficial el 18 de marzo de 1978, mediante un decreto-ley, publicado en el Boletín Oficial del Estado (BOE) y el nombramiento del primer gobierno provisional dirigido por la UCD, con Antonio Rosón, diputado de la UCD por la provincia de Lugo, como presidente, en junio de ese año. Este fue reemplazado, el 9 de junio de 1979, por José Quiroga, senador de la UCD por la provincia de Orense.
La posterior Constitución española de 1978 y la celebración en España de las primeras elecciones generales ordinarias allanaron el camino para el restablecimiento de las "comunidades históricas" del País Vasco, Cataluña y Galicia.
En las elecciones municipales del 3 de abril de 1979, la Unión del Centro Democrático (UCD), en el poder a nivel nacional, lideró con un 36,4%, 22 puntos más que el Partido dos Socialistas de Galicia-PSOE (PSdeG-PSOE), que se sitúa por delante de Alianza Popular (AP).
Este orden se repitió en las elecciones generales del 15 de marzo de 1979, con la UCD obteniendo el 48,2% de los votos, frente a solo el 17,3% del PSdeG-PSOE y el 14,2% de la Coalición Democrática (CD), alianza dominada por AP.
Las negociaciones entre las distintas partes dieron lugar a la firma del Pacto del Hostal el 26 de septiembre de 1980, y la posterior aprobación de un proyecto de Estatuto de Autonomía de Galicia para ser ratificado en referéndum. Más del 70% de los votantes en el referéndum celebrado el 21 de diciembre de 1980 apoyaron el Estatuto, aunque con una participación muy baja del 28%. El resultado llevó a la UCD a quedarse sola en el gobierno, tras la dimisión de su único miembro de la AP y la negativa del PSOE a reincorporarse a él —habiendo salido en noviembre de 1979 por desacuerdos sobre el tema del Estatuto— sin una profunda renovación, que la UCD rechazó.
El Estatuto fue finalmente llevado al Congreso donde fue aprobado el 17 de febrero de 1981 con 301 votos a favor, 3 abstenciones y ningún voto negativo, siendo finalmente ratificado por el Senado el 17 de marzo. Como resultado, se iniciaron los trámites ejecutivos para la constitución de la nueva comunidad autónoma y la celebración de las primeras elecciones al Parlamento, que finalmente se fijaron para el 20 de octubre de 1981. La ley orgánica del estatuto de autonomía se publica en el BOE el 28 de abril de 1981.

## Sistema electoral
El Parlamento de Galicia es el poder legislativo descentralizado y unicameral de la comunidad autónoma de Galicia, con poder legislativo en materia autonómica tal como lo define la Constitución española de 1978 y el Estatuto de Autonomía, así como la facultad de depositar confianza a un presidente o retirársela.
La Disposición Transitoria Primera del Estatuto estableció un procedimiento electoral específico para la primera elección al Parlamento de Galicia, que se completará con lo dispuesto en el Real Decreto-ley 20/1977, del 18 de marzo, y su normativa relacionada. La votación se efectuó por sufragio universal, en el que participaron todos los mayores de dieciocho años, empadronados en Galicia y en pleno goce de sus derechos civiles y políticos. Los 71 parlamentarios de Galicia fueron elegidos por el método D'Hondt mediante representación proporcional por listas cerradas, con un umbral electoral del tres por ciento de los votos válidos, que incluían los votos en blanco, que se aplicaba en cada circunscripción. Los partidos que no alcanzaron el umbral no fueron tomadas en consideración para la distribución de escaños. Se asignaron 71 escaños a 4 circunscripciones, correspondientes a las provincias de La Coruña, Lugo, Orense y Pontevedra, asignándose a cada uno un número fijo de escaños: 22 para La Coruña, 15 para Lugo, 15 para Orense y 19 para Pontevedra.

## Fecha de elección
La Junta de Galicia, de acuerdo con el Gobierno de España, estaba obligada a convocar elecciones al Parlamento de Galicia dentro de los 120 días siguientes a la promulgación del Estatuto, y el día de las elecciones dentro de los sesenta días posteriores a la convocatoria. Como resultado, no se pudo celebrar una elección después del día 180 a partir de la fecha de promulgación del Estatuto de Autonomía. El Estatuto se publicó en el Boletín Oficial del Estado el 28 de abril de 1981, fijando como última fecha posible para las elecciones al Parlamento el domingo 25 de octubre de 1981.
Inicialmente, el 15 o el 18 de octubre de 1981 se consideraban las fechas más probables para la elección, pero los miembros de la gobernante Unión del Centro Democrático (UCD) no descartaron que tuviera lugar hasta una semana después, y el 25 de octubre también se consideró como el día de las elecciones, ya que era domingo. El 21 de agosto, y luego de la deliberación del Gobierno Provisional y del acuerdo con el Gobierno del Estado, el presidente José Quiroga convocó a elecciones para el martes 20 de octubre de 1981.

## Principales partidos y líderes
La ley electoral permitió que los partidos, federaciones, coaliciones y agrupaciones de electores inscritos en el Ministerio del Interior presentaran listas de candidatos. Los partidos y federaciones que pretendieran formar una coalición antes de una elección debían informar a la Comisión Electoral correspondiente dentro de los quince días posteriores a la convocatoria electoral, mientras que las agrupaciones de electores debían obtener la firma de al menos una milésima parte del electorado en los distritos electorales para los que buscaron la elección, con un mínimo obligatorio de 500 firmas, impidiendo que los electores firmen por más de una lista de candidatos. Se requeriría un mínimo de cinco diputados para la constitución de un Grupo parlamentario del Parlamento de Galicia.
A continuación se muestra una lista de los principales partidos y alianzas electorales que se presentaron a la elección:
| Formación                                                 | Líder                                            | Ideología                                                                 |
| --------------------------------------------------------- | ------------------------------------------------ | ------------------------------------------------------------------------- |
| Unión de Centro Democrático                               | José Quiroga (Presidente de la Junta de Galicia) | Centrismo Reformismo, liberalismo, Socialdemocracia, democracia cristiana |
| Partido dos Socialistas de Galicia-PSOE                   | Francisco Vázquez Vázquez                        | Centro izquierda Socialdemocracia, progresismo                            |
| Alianza Popular                                           | Gerardo Fernández Albor                          | Derecha Conservadurismo, monarquismo, democracia cristiana                |
| Bloque Nacional Popular Galego- Partido Socialista Galego | Bautista Álvarez                                 | Izquierda Nacionalismo gallego, Independentismo gallego, Socialismo       |
| Esquerda Galega                                           | Camilo Nogueira Román                            | Izquierda Nacionalismo gallego                                            |
| Partido Galeguista                                        | Alfonso Álvarez Gándara                          | Centro izquierda Nacionalismo gallego, Socioliberalismo                   |
| Partido Comunista de Galicia                              | Anxo Guerreiro                                   | Izquierda Comunismo, Eurocomunismo                                        |

José María David Suárez Núñez, rector de la Universidad de Santiago de Compostela, había sido propuesto inicialmente por UCD como su principal candidato en sustitución de José Quiroga, pero en un movimiento inesperado los partidarios de Quiroga superaron en número a la candidatura de Suárez Núñez por dos votos, provocando una crisis en la filial gallega de la UCD por la disputada candidatura de Quiroga. Las distintas facciones de UCD llegaron a un compromiso para aplazar las disputas internas para evitar dar a los votantes una imagen de desunión, manteniendo a Quiroga como candidato por las dificultades para encontrar un reemplazo antes de que expirara el plazo de presentación de listas de candidatos. 
El Partido dos Socialistas de Galicia (PSdG-PSOE) incluyó en sus listas a muchos intelectuales gallegos, mientras que la Alianza Popular (AP) eligió a Gerardo Fernández Albor como su principal candidato. Si bien se consideró una coalición electoral entre UCD y AP, ambos partidos descartaron tal posibilidad.En julio de 1980, el Partido Socialista Galego (PSG) y los partidos constituyentes del Bloque Nacional-Popular Galego (BNPG), la Unión do Povo Galego (UPG) y la Asemblea Nacional-Popular Galega (ANPG), acordó formar una alianza. El Partido Galeguista (PG) sufrió una importante crisis interna en junio de 1981.
Se presentaron a las elecciones un total de 986 candidatos de 18 partidos políticos, con once candidaturas en las cuatro provincias: los principales partidos UCD, PSOE, AP, BNPG-PSG, EG, PG y PCE, así como la Unidad Socialista Gallega-PSOE (histórico) (USG-PSOE), la alianza Liga Comunista Revolucionaria - Movimiento Comunista de Galicia (LCR-MCG), el Partido Ruralista Español (PRE) y el Partido Socialista de los Trabajadores (PST).

## Campaña
La campaña estuvo dominada por la percepción de que la gobernante Unión del Centro Democrático (UCD) lograría una precaria victoria, así como en la cuestión de la participación, ya que se temía que las altas tasas de abstencionismo que habían dominado las elecciones y referendos en Galicia hasta ese momento se repitieran: 39,3% en las elecciones generales de 1977, 49,8% en el referéndum constitucional de 1978, 50,8% en las generales de 1979 y 71,7% en el referéndum del Estatuto de 1980.
| Candidaturas | Eslogan                                       | Ref.                 |
| ------------ | --------------------------------------------- | -------------------- |
| UCD          | « Defiende lo tuyo »                          | [ 46 ] [ 47 ] [ 48 ] |
| PSdG–PSOE    | « Galicia quiere vivir » « Haz Galicia viva » | [ 46 ] [ 47 ]        |
| AP           | « Galegos coma ti »                           | [ 46 ] [ 47 ]        |
| PG           | « Somos gallegos »                            | [ 46 ]               |

La UCD hizo hincapié en la defensa de valores como la libertad personal y la cultura regional, la modernización de sectores económicos clave como la pesca y la agricultura, la identidad de la nación española y una autonomía eficiente para Galicia. El objetivo del partido era mantener la hegemonía regional que obtuvo en 1977 y 1979 preservando el voto de los pequeños terratenientes conservadores. La campaña de UCD se destacó por mantener una política de inauguración de obra pública y la participación de varios ministros y miembros de alto rango, como el presidente Leopoldo Calvo-Sotelo, o su predecesor Adolfo Suárez. Políticamente, el partido fracasó en apuntar a un solo rival: algunos miembros buscaron minimizar las pérdidas hacia AP mientras que otros abogaron por desacreditar al PSOE como una alternativa de gobierno viable a UCD, mientras que al mismo tiempo descartaban cualquier alianza postelectoral con cualquiera de los partidos.
El Partido Socialista Obrero Español (PSOE), principal partido de oposición de España en ese momento, abogó por una mejora del Estatuto y por presentar una imagen renovada de moderación de cara a las próximas elecciones en el resto del país. El líder del partido Felipe González hizo campaña por toda Galicia con el objetivo de consolidar los avances del partido en las encuestas de opinión, mientras que el partido consideró "improbable" la eventualidad de un arreglo postelectoral UCD-PSOE, convencido de en su lugar de que, la UCD optaría por pactar con AP.
La derechista Alianza Popular (AP) se centró en el atractivo personal de su líder nacional, el gallego Manuel Fraga, maniobra que recibió críticas de otros partidos políticos, que la tildaron de "trampa para el electorado", porque Fraga no se presentó como candidato en las elecciones. AP también trató de resaltar la supuesta "personalidad gallega" del partido realizando una amplia campaña en las zonas rurales —que habían seguido siendo bastiones de UCD en elecciones anteriores— con el objetivo de asegurar fuertes avances en la región a expensas del partido gobernante. El secretario general del partido, Jorge Verstrynge, afirmó que AP estaba "totalmente comprometido con las elecciones gallegas".
Los distintos partidos nacionalistas gallegos —principalmente la alianza Bloque Nacional-Popular Galego - Partido Socialista Galego (BNPG-PSG), Partido Galeguista (PG) e Esquerda Galega (EG) - tenían pocas perspectivas de desafiar a los principales partidos políticos españoles como resultado de las luchas internas, la escasez de recursos económicos y una pequeña membresía. Al mismo tiempo, la Junta de Galicia puso en marcha una campaña institucional de 120 millones de pesetas bajo el lema Vota a los tuyos consigna para tratar de aumentar de participación. La Confederación de Empresarios de Galicia lanzó su propia campaña invirtiendo 110 millones de pesetas en impulsar la participación y mostrando su rechazo a las propuestas de los partidos de izquierda. Los obispos gallegos también entraron en campaña pidiendo votar "por las opciones que, al menos, no actuarán contra algunos de los elementos fundamentales que integran el bien común desde la perspectiva de la fe cristiana".
Al final de sus respectivas campañas, UCD y AP se denunciaron mutuamente por juego sucio: la UCD acusó a AP de usar la imagen de Calvo-Sotelo en su beneficio, mientras que la segunda acusó a la primera de repartir folletos alegando falsamente que Fraga pedía votar. UCD. También fueron habituales las convocatorias de voto táctico de UCD, PSOE y AP.

## Encuestas de opinión
Las tablas siguientes enumeran los resultados de las encuestas de opinión en orden cronológico inverso, mostrando primero el más reciente y utilizando las fechas en las que se realizó el trabajo de campo de la encuesta, en lugar de la fecha de publicación. Cuando se desconocen las fechas del trabajo de campo, en su lugar se proporciona la fecha de publicación. La cifra porcentual más alta en cada encuesta electoral se muestra con su fondo sombreado con el color del partido líder. Si se produce un empate, se aplica a las cifras con los porcentajes más altos. La columna "Diferencia" a la derecha muestra la diferencia de puntos porcentuales entre las partes con los porcentajes más altos en una encuesta determinada.

### Estimaciones de intención de voto
La siguiente tabla enumera las estimaciones ponderadas de la intención de voto. Cuando están disponibles, las proyecciones de asientos también se muestran debajo (o en lugar de) las estimaciones de votación en una fuente más pequeña; Se requerían 36 escaños para obtener la mayoría absoluta en el Parlamento de Galicia.
| Empresa encuestadora                                                        | Fecha del trabajo de campo            | Tamaño de la muestra | Participación | UCD     | PSdG–PSOE | AP       | BNPG  | PG      | PCE–PCG | EG    | Diferencia |  |  |  |  |
| --------------------------------------------------------------------------- | ------------------------------------- | -------------------- | ------------- | ------- | --------- | -------- | ----- | ------- | ------- | ----- | ---------- |  |  |  |  |
| Empresa encuestadora                                                        | Fecha del trabajo de campo            | Tamaño de la muestra | Participación |         |           |          |       |         |         |       |            |  |  |  |  |
| Resultado elecciones al Parlamento de Galicia de 1981                       | 20 de octubre de 1981                 |                      | 46.3          | 27.8 24 | 19.6 16   | 30.5 26  | 6.3 3 | 3.3 0   | 2.9 1   | 3.4 1 | 2.7        |  |  |  |  |
|                                                                             |                                       |                      |               |         |           |          |       |         |         |       |            |  |  |  |  |
| UCD                                                                         | 18 de octubre de 1981                 | ?                    | ?             | 35.0 30 | ? 17      | ? 13     | –     | –       | –       | –     | ?          |  |  |  |  |
| CEOE                                                                        | 17 de octubre de 1981                 | ?                    | ?             | ? 13    | ? 21      | ? 24     | ? 7   | ? 5     | ? 1     | –     | ?          |  |  |  |  |
| UCD                                                                         | 30 de septiembre–2 de octubre de 1981 | ?                    | 45            | ? 30/32 | ? 20/22   | ? 12/14  | –     | –       | –       | –     | ?          |  |  |  |  |
| Carballo                                                                    | 25 de agosto de 1981                  | 1,007                | 51            | 26.0    | 33.0      | –        | –     | –       | –       | –     | 7.0        |  |  |  |  |
| PSdG–PSOE                                                                   | 15 de julio de 1981                   | 2,000                | ?             | 27.0    | 32.0      | 13.5     | 12.5  | 7.5     | 3.5     | 3.5   | 5.0        |  |  |  |  |
| Metra Seis                                                                  | 9 de junio de 1981                    | ?                    | ?             | 28.5    | 13.0      | 26.5     | 14.5  | 8.0     | 9.5     | –     | 2.0        |  |  |  |  |
| UCD                                                                         | 29 de enero de 1981                   | ?                    | ?             | 29.0    | 13.0      | 26.0     | 14.5  | 8.0     | 8.0     | –     | 3.0        |  |  |  |  |
| Elecciones Municipales 1979                                                 | 3 de abril de 1979                    |                      | 51.5          | 36.4    | 14.4      | 13.8*    | 7.3   | 6.4**   | 4.5     | –     | 22.0       |  |  |  |  |
| Elecciones Generales de 1979                                                | 1 de marzo de 1979                    |                      | 49.2          | 48.2 40 | 17.3 12   | 14.2* 11 | 6.0 4 | 5.4** 2 | 4.2 2   | –     | 30.9       |  |  |  |  |
| (*) Resultados de Coalición Democrática. (**) Resultados de Unidade Galega. |                                       |                      |               |         |           |          |       |         |         |       |            |  |  |  |  |

### Preferencias de votación
La siguiente tabla enumera las preferencias de voto en bruto y no ponderadas.
| Empresa encuestadora                                                        | Fecha del trabajo de campo            | Tamaño de la muestra | UCD  | PSdG–PSOE | AP   | BNPG | PG    | PCE–PCG | EG  | Indecisos | Ninguno | Diferencia |
| --------------------------------------------------------------------------- | ------------------------------------- | -------------------- | ---- | --------- | ---- | ---- | ----- | ------- | --- | --------- | ------- | ---------- |
|                                                                             |                                       |                      |      |           |      |      |       |         |     |           |         |            |
| Resultado elecciones al Parlamento de Galicia de 1981                       | 20 de octubre de 1981                 |                      | 12.6 | 8.9       | 13.8 | 2.8  | 1.5   | 1.3     | 1.5 |           | 53.7    | 1.2        |
|                                                                             |                                       |                      |      |           |      |      |       |         |     |           |         |            |
| Emopública/CIS                                                              | 1 de octubre de 1981                  | 2,000                | 11.5 | 13.5      | 12.7 | 3.4  | 3.4   | 1.4     | –   | 38.0      | 14.0    | 0.8        |
| Emopública/CIS                                                              | 1 de septiembre de 1981               | 2,000                | 14.0 | 17.0      | 11.0 | 3.0  | 3.0   | 2.0     | –   | 32.0      | 16.0    | 3.0        |
| Carballo                                                                    | 25 de agosto de 1981                  | 1,007                | 19.0 | 24.0      | –    | –    | –     | –       | –   | –         | –       | 5.0        |
| PSdG–PSOE                                                                   | 15 de julio de 1981                   | 2,000                | 22.0 | 26.0      | 11.0 | 10.0 | 6.0   | 3.0     | 3.0 | –         | –       | 4.0        |
| Metra Seis                                                                  | 9 de junio de 1981                    | ?                    | 21.5 | 10.0      | 20.0 | 11.0 | 6.0   | 7.0     | –   | –         | –       | 1.5        |
| ECO/CIS                                                                     | 1 de mayo de 1981                     | 1,600                | 10.0 | 15.0      | 5.0  | 3.0  | 1.0   | 1.0     | –   | 60.0      | 5.0     | 5.0        |
| UCD                                                                         | 29 de enero de 1981                   | ?                    | 22.0 | 10.0      | 19.5 | 11.0 | 6.0   | 6.0     | –   | 26.5      | 26.5    | 2.5        |
| DATA/CIS                                                                    | 23 de septiembre–1 de octubre de 1980 | 1,686                | 19.0 | 13.2      | 7.0  | 3.9  | 5.2   | 1.8     | –   | 34.3      | 15.2    | 5.8        |
| Elecciones Municipales 1979                                                 | 3 de abril de 1979                    |                      | 18.5 | 7.3       | 7.0* | 3.7  | 3.2** | 2.3     | –   |           | 48.5    | 11.2       |
| Elecciones Generales de 1979                                                | 1 de marzo de 1979                    |                      | 23.3 | 8.4       | 6.9* | 2.9  | 2.6** | 2.0     | –   |           | 50.8    | 14.9       |
| (*) Resultados de Coalición Democrática. (**) Resultados de Unidade Galega. |                                       |                      |      |           |      |      |       |         |     |           |         |            |

### Probabilidad de victoria
La siguiente tabla enumera las encuestas de opinión sobre la probabilidad percibida de victoria de cada partido en caso de que se celebren elecciones regionales.
| Empresa encuestadora | Fecha trabajo de campo  | Tamaño de la muestra | UCD  | PSdG–PSOE | AP   | BNPG | PG  | PCE–PCG | EG | Otros/ Ninguno | Indecisos | Diferencia |
| -------------------- | ----------------------- | -------------------- | ---- | --------- | ---- | ---- | --- | ------- | -- | -------------- | --------- | ---------- |
| Emopública/CIS       | 1 de octubre de 1981    | 2,001                | 27.9 | 9.1       | 10.7 | 0.5  | 0.8 | 0.5     | –  | 0.2            | 50.3      | 17.2       |
| Emopública/CIS       | 1 de septiembre de 1981 | 2,000                | 32.0 | 16.0      | 6.0  | 1.0  | 1.0 | –       | –  | –              | 44.0      | 16.0       |

## Resultados
| Elecciones al Parlamento de Galicia de 1981 → |                                                                         |                           |         |       |         |
| Presidente y gobierno | Partido                                                                 | Candidato                 | Votos   | %     | Escaños |
| - Presidente: Gerardo Fernández Albor - Gobierno: AP - Censo: 2.174.246 - Votantes: 1.006.222 (46,3%) - Abstención: 1.168.024 (53,7%) - Válidos: 986.244 - A candidatura: 986.244 (100,0%) | Alianza Popular (AP)                                                    | Gerardo Fernández Albor   | 301.039 | 30,52 | 26      |
| - Presidente: Gerardo Fernández Albor - Gobierno: AP - Censo: 2.174.246 - Votantes: 1.006.222 (46,3%) - Abstención: 1.168.024 (53,7%) - Válidos: 986.244 - A candidatura: 986.244 (100,0%) | Unión de Centro Democrático (UCD)                                       | José Quiroga              | 274.191 | 27,80 | 24      |
| - Presidente: Gerardo Fernández Albor - Gobierno: AP - Censo: 2.174.246 - Votantes: 1.006.222 (46,3%) - Abstención: 1.168.024 (53,7%) - Válidos: 986.244 - A candidatura: 986.244 (100,0%) | Partido dos Socialistas de Galicia-PSOE (PSG-PSOE)                      | Francisco Vázquez Vázquez | 193.456 | 19,62 | 16      |
| - Presidente: Gerardo Fernández Albor - Gobierno: AP - Censo: 2.174.246 - Votantes: 1.006.222 (46,3%) - Abstención: 1.168.024 (53,7%) - Válidos: 986.244 - A candidatura: 986.244 (100,0%) | Bloque Nacional-Popular Galego-Partido Socialista Galego (BNPG-PSG)     | Bautista Álvarez          | 61.870  | 6,27  | 3 a     |
| - Presidente: Gerardo Fernández Albor - Gobierno: AP - Censo: 2.174.246 - Votantes: 1.006.222 (46,3%) - Abstención: 1.168.024 (53,7%) - Válidos: 986.244 - A candidatura: 986.244 (100,0%) | Esquerda Galega (EG)                                                    | Camilo Nogueira Román     | 33.497  | 3,40  | 1       |
| - Presidente: Gerardo Fernández Albor - Gobierno: AP - Censo: 2.174.246 - Votantes: 1.006.222 (46,3%) - Abstención: 1.168.024 (53,7%) - Válidos: 986.244 - A candidatura: 986.244 (100,0%) | Partido Comunista de Galicia (PCG)                                      | Anxo Guerreiro            | 28.927  | 2,93  | 1       |
| - Presidente: Gerardo Fernández Albor - Gobierno: AP - Censo: 2.174.246 - Votantes: 1.006.222 (46,3%) - Abstención: 1.168.024 (53,7%) - Válidos: 986.244 - A candidatura: 986.244 (100,0%) | Partido Galeguista (PG)                                                 | Alfonso Álvarez Gándara   | 32.623  | 3,31  | 0       |
| - Presidente: Gerardo Fernández Albor - Gobierno: AP - Censo: 2.174.246 - Votantes: 1.006.222 (46,3%) - Abstención: 1.168.024 (53,7%) - Válidos: 986.244 - A candidatura: 986.244 (100,0%) | Partido Socialista dos Traballadores (PST)                              |                           | 18.249  | 1,85  | 0       |
| - Presidente: Gerardo Fernández Albor - Gobierno: AP - Censo: 2.174.246 - Votantes: 1.006.222 (46,3%) - Abstención: 1.168.024 (53,7%) - Válidos: 986.244 - A candidatura: 986.244 (100,0%) | Unión Socialista Galega-PSOE (USG-PSOE)                                 |                           | 12.709  | 1,29  | 0       |
| - Presidente: Gerardo Fernández Albor - Gobierno: AP - Censo: 2.174.246 - Votantes: 1.006.222 (46,3%) - Abstención: 1.168.024 (53,7%) - Válidos: 986.244 - A candidatura: 986.244 (100,0%) | Independientes Defensa Capital La Coruña (IDC)                          |                           | 5.486   | 0,56  | 0       |
| - Presidente: Gerardo Fernández Albor - Gobierno: AP - Censo: 2.174.246 - Votantes: 1.006.222 (46,3%) - Abstención: 1.168.024 (53,7%) - Válidos: 986.244 - A candidatura: 986.244 (100,0%) | Irmandade Galega (IG)                                                   |                           | 4.929   | 0,50  | 0       |
| - Presidente: Gerardo Fernández Albor - Gobierno: AP - Censo: 2.174.246 - Votantes: 1.006.222 (46,3%) - Abstención: 1.168.024 (53,7%) - Válidos: 986.244 - A candidatura: 986.244 (100,0%) | Liga Comunista Revolucionaria-Movimiento Comunista de Galicia (LCR-MCG) |                           | 4.858   | 0,49  | 0       |
| - Presidente: Gerardo Fernández Albor - Gobierno: AP - Censo: 2.174.246 - Votantes: 1.006.222 (46,3%) - Abstención: 1.168.024 (53,7%) - Válidos: 986.244 - A candidatura: 986.244 (100,0%) | Partido Ruralista Español (PRE)                                         |                           | 4.291   | 0,44  | 0       |
| - Presidente: Gerardo Fernández Albor - Gobierno: AP - Censo: 2.174.246 - Votantes: 1.006.222 (46,3%) - Abstención: 1.168.024 (53,7%) - Válidos: 986.244 - A candidatura: 986.244 (100,0%) | Fuerza Nueva (FN)                                                       |                           | 3.950   | 0,40  | 0       |
| - Presidente: Gerardo Fernández Albor - Gobierno: AP - Censo: 2.174.246 - Votantes: 1.006.222 (46,3%) - Abstención: 1.168.024 (53,7%) - Válidos: 986.244 - A candidatura: 986.244 (100,0%) | Derecha Democrática Española (DDE)                                      |                           | 2.022   | 0,21  | 0       |
| - Presidente: Gerardo Fernández Albor - Gobierno: AP - Censo: 2.174.246 - Votantes: 1.006.222 (46,3%) - Abstención: 1.168.024 (53,7%) - Válidos: 986.244 - A candidatura: 986.244 (100,0%) | Falange Española de las JONS (FE JONS)                                  |                           | 1.498   | 0,15  | 0       |
| - Presidente: Gerardo Fernández Albor - Gobierno: AP - Censo: 2.174.246 - Votantes: 1.006.222 (46,3%) - Abstención: 1.168.024 (53,7%) - Válidos: 986.244 - A candidatura: 986.244 (100,0%) | Galicia Ceibe (GC)                                                      |                           | 1.433   | 0,15  | 0       |
| - Presidente: Gerardo Fernández Albor - Gobierno: AP - Censo: 2.174.246 - Votantes: 1.006.222 (46,3%) - Abstención: 1.168.024 (53,7%) - Válidos: 986.244 - A candidatura: 986.244 (100,0%) | Partido Comunista de España (m-l) (PCE (m-l))                           |                           | 1.216   | 0,12  | 0       |
| - Presidente: Gerardo Fernández Albor - Gobierno: AP - Censo: 2.174.246 - Votantes: 1.006.222 (46,3%) - Abstención: 1.168.024 (53,7%) - Válidos: 986.244 - A candidatura: 986.244 (100,0%) | En blanco                                                               | N/A                       | 0       | 0     | N/A     |
| - Presidente: Gerardo Fernández Albor - Gobierno: AP - Censo: 2.174.246 - Votantes: 1.006.222 (46,3%) - Abstención: 1.168.024 (53,7%) - Válidos: 986.244 - A candidatura: 986.244 (100,0%) | Nulos                                                                   | N/A                       |         |       | N/A     |

a De ellos 2 de UPG y 1 del PSG.

### Resultados provincia de La Coruña
- Censo: 844.506
  - Votantes: 400.187
  - Abstenciones: 444.319
    - Votos en blanco: 0
    - Votos nulos: 7.415

| Partido                                                                 | Votos   | %     | Escaños |
| ----------------------------------------------------------------------- | ------- | ----- | ------- |
| Alianza Popular (AP)                                                    | 128.287 | 32,66 | 9       |
| Partido dos Socialistas de Galicia-PSOE (PSG-PSOE)                      | 94.127  | 23,96 | 6       |
| Unión de Centro Democrático (UCD)                                       | 76.591  | 19,50 | 5       |
| Bloque Nacional-Popular Galego-Partido Socialista Galego (BNPG-PSG)     | 26.303  | 6,70  | 1       |
| Partido Comunista de Galicia (PCG)                                      | 13.488  | 3,43  | 1       |
| Esquerda Galega (EG)                                                    | 13.124  | 3,34  | 0       |
| Partido Galeguista (PG)                                                 | 11.219  | 2,86  | 0       |
| Partido Socialista dos Traballadores (PST)                              | 9.969   | 2,54  | 0       |
| Unión Socialista Galega-PSOE (USG-PSOE)                                 | 6.001   | 1,53  | 0       |
| Independientes Defensa Capital La Coruña (IDC)                          | 5.486   | 1,40  | 0       |
| Fuerza Nueva (FN)                                                       | 2.244   | 0,57  | 0       |
| Liga Comunista Revolucionaria-Movimiento Comunista de Galicia (LCR-MCG) | 2.242   | 0,57  | 0       |
| Partido Ruralista Español (PRE)                                         | 1.530   | 0,39  | 0       |
| Partido Comunista de España (m-l) (PCE (m-l))                           | 1.216   | 0,31  | 0       |
| Falange Española de las JONS (FE JONS)                                  | 945     | 0,24  | 0       |

### Resultados provincia de Lugo
- Censo: 332.902
  - Votantes: 141.541
  - Abstenciones: 191.361
    - Votos en blanco: 0
    - Votos nulos: 2.415

| Partido                                                                 | Votos  | %     | Escaños |
| ----------------------------------------------------------------------- | ------ | ----- | ------- |
| Unión de Centro Democrático (UCD)                                       | 48.733 | 35,03 | 6       |
| Alianza Popular (AP)                                                    | 43.617 | 31,35 | 5       |
| Partido dos Socialistas de Galicia-PSOE (PSG-PSOE)                      | 22.376 | 16,08 | 3       |
| Bloque Nacional-Popular Galego-Partido Socialista Galego (BNPG-PSG)     | 11.175 | 8,03  | 1       |
| Partido Galeguista (PG)                                                 | 5.779  | 4,15  | 0       |
| Partido Comunista de Galicia (PCG)                                      | 2.039  | 1,47  | 0       |
| Unión Socialista Galega-PSOE (USG-PSOE)                                 | 1.546  | 1,11  | 0       |
| Partido Socialista dos Traballadores (PST)                              | 1.498  | 1,08  | 0       |
| Esquerda Galega (EG)                                                    | 1.272  | 0,91  | 0       |
| Partido Ruralista Español (PRE)                                         | 654    | 0,47  | 0       |
| Liga Comunista Revolucionaria-Movimiento Comunista de Galicia (LCR-MCG) | 437    | 0,31  | 0       |

### Resultados provincia de Orense
- Censo: 355.508
  - Votantes: 147.466
  - Abstenciones: 208.042
    - Votos en blanco: 0
    - Votos nulos: 4.397

| Partido                                                                 | Votos  | %     | Escaños |
| ----------------------------------------------------------------------- | ------ | ----- | ------- |
| Unión de Centro Democrático (UCD)                                       | 61.103 | 42,71 | 7       |
| Alianza Popular (AP)                                                    | 40.077 | 28,01 | 5       |
| Partido dos Socialistas de Galicia-PSOE (PSG-PSOE)                      | 23.448 | 16,39 | 3       |
| Bloque Nacional-Popular Galego-Partido Socialista Galego (BNPG-PSG)     | 7.377  | 5,16  | 0       |
| Partido Galeguista (PG)                                                 | 3.314  | 2,32  | 0       |
| Partido Comunista de Galicia (PCG)                                      | 2.871  | 2,01  | 0       |
| Unión Socialista Galega-PSOE (USG-PSOE)                                 | 1.651  | 1,15  | 0       |
| Partido Socialista dos Traballadores (PST)                              | 1.542  | 1,08  | 0       |
| Esquerda Galega (EG)                                                    | 748    | 0,52  | 0       |
| Liga Comunista Revolucionaria-Movimiento Comunista de Galicia (LCR-MCG) | 505    | 0,35  | 0       |
| Partido Ruralista Español (PRE)                                         | 433    | 0,30  | 0       |

### Resultados provincia de Pontevedra
- Censo: 641.330
  - Votantes: 317.028
  - Abstenciones: 324.302
    - Votos en blanco: 0
    - Votos nulos: 5.751

| Partido                                                                 | Votos  | %     | Escaños |
| ----------------------------------------------------------------------- | ------ | ----- | ------- |
| Alianza Popular (AP)                                                    | 89.058 | 28,61 | 7       |
| Unión de Centro Democrático (UCD)                                       | 87.764 | 28,19 | 6       |
| Partido dos Socialistas de Galicia-PSOE (PSG-PSOE)                      | 53.505 | 17,19 | 4       |
| Esquerda Galega (EG)                                                    | 18.353 | 5,90  | 1       |
| Bloque Nacional-Popular Galego-Partido Socialista Galego (BNPG-PSG)     | 17.015 | 5,47  | 1       |
| Partido Galeguista (PG)                                                 | 12.311 | 3,95  | 0       |
| Partido Comunista de Galicia (PCG)                                      | 10.529 | 3,38  | 0       |
| Partido Socialista dos Traballadores (PST)                              | 5.240  | 1,68  | 0       |
| Irmandade Galega (IG)                                                   | 4.929  | 1,58  | 0       |
| Unión Socialista Galega-PSOE (USG-PSOE)                                 | 3.511  | 1,13  | 0       |
| Derecha Democrática Española (DDE)                                      | 2.022  | 0,65  | 0       |
| Fuerza Nueva (FN)                                                       | 1.706  | 0,55  | 0       |
| Liga Comunista Revolucionaria-Movimiento Comunista de Galicia (LCR-MCG) | 1.674  | 0,54  | 0       |
| Partido Ruralista Español (PRE)                                         | 1.674  | 0,54  | 0       |
| Galicia Ceibe (GC)                                                      | 1.433  | 0,46  | 0       |
| Falange Española de las JONS (FE JONS)                                  | 553    | 0,18  | 0       |

## Análisis de los resultados
La votación estuvo marcada principalmente por la sorpresiva llegada a la cabeza de la AP, que avanza con bastante fuerza en detrimento de la UCD, lo cual tomó por sorpresa a muchos. El PSdeG-PSOE y los demás partidos pequeños jugaron un papel menor al no tener ni un tercio de los diputados electos del Parlamento de Galicia. La AP aprovechó al máximo la campaña liderada por su presidente nacional, Manuel Fraga, nacido en la comunidad, y su buena puntuación en las grandes urbes, mientras que la UCD colapsaba, el entonces partido gobernante de España no había podido ganar en una de sus regiones más favorables, sobre todo en su bastión, la provincia de La Coruña, donde queda en tercera posición. También fracasó, por poco, en ganar en la otra provincia atlántica, Pontevedra. El partido logró mantener su primacía en las provincias de Lugo y Orense, pero lo hizo con mayorías muy reducidas si se compara con sus resultados en la región en las elecciones generales de 1979. AP pasó a ganar gran parte del voto urbano, con el apoyo de UCD confinado principalmente a las áreas rurales.
Con menos del 10% de los votos, las fuerzas nacionalistas solo obtienen cuatro diputados, muy pocos en comparación con el País Vasco o Cataluña, liderados por formaciones de este tipo.
A raíz de las elecciones gallegas, Leopoldo Calvo-Sotelo destituiría a Agustín Rodríguez Sahagún como presidente nacional de la UCD para tomar él mismo las riendas del partido, justo cuando la posición parlamentaria del gobierno se debilitaría por una serie de deserciones dentro del bancadas del partido en las Cortes Generales: por un lado, el exministro de Justicia Francisco Fernández Ordóñez saldría en noviembre de 1981, junto con otros nueve diputados del Congreso, para constituir el Partido de Acción Democrática (PAD); por otro lado, tres diputados más desertarían a AP en enero de 1982. A partir de 1982, la UCD estaría detrás del PSOE en los sondeos de opinión a nivel nacional a doble dígito, con una migración sostenible de votantes a AP siendo detectada por los encuestadores tras las elecciones gallegas. En las elecciones andaluzas de mayo de 1982, la UCD colapsaría aún más hasta el tercer lugar detrás de PSOE y AP, y en el momento de las elecciones generales de octubre de 1982 se convertiría en una fuerza política menor ligeramente por debajo del 7% a nivel nacional, todo lo cual eventualmente llevaría a la disolución del partido en febrero de 1983.

## Diputados electos

### Provincia de La Coruña
| AP | AP | AP | PSdG–PSOE | PSdG–PSOE | PSdG–PSOE | UCD | UCD | UCD | BNPG                | BNPG                | BNPG                | PCE–PCG                     | PCE–PCG                     | PCE–PCG                     |
| --- | --- | --- | --- | --- | --- | --- | --- | --- | ------------------- | ------------------- | ------------------- | --------------------------- | --------------------------- | --------------------------- |
| 1. Xerardo Fernández Albor 2. José González Dopeso 3. Ramón de Vicente Vázquez 4. Ramón Evaristo Castromil 5. Juan Carreira Gómez 6. Ricardo Pérez Queiruga 7. Juan Luis Pía Martínez 8. Manuel Eirís Cabeza 9. Manuel Morán Morán | 1. Xerardo Fernández Albor 2. José González Dopeso 3. Ramón de Vicente Vázquez 4. Ramón Evaristo Castromil 5. Juan Carreira Gómez 6. Ricardo Pérez Queiruga 7. Juan Luis Pía Martínez 8. Manuel Eirís Cabeza 9. Manuel Morán Morán | 1. Xerardo Fernández Albor 2. José González Dopeso 3. Ramón de Vicente Vázquez 4. Ramón Evaristo Castromil 5. Juan Carreira Gómez 6. Ricardo Pérez Queiruga 7. Juan Luis Pía Martínez 8. Manuel Eirís Cabeza 9. Manuel Morán Morán | 1. Francisco Vázquez Vázqueza 2. Ramón Piñeiro López 3. Xerardo Denis Estévez Fernández 4. Antonio Carro Fernández-Valmayor 5. Manuel Couce Pereiro 6. Fernando Martínez González | 1. Francisco Vázquez Vázqueza 2. Ramón Piñeiro López 3. Xerardo Denis Estévez Fernández 4. Antonio Carro Fernández-Valmayor 5. Manuel Couce Pereiro 6. Fernando Martínez González | 1. Francisco Vázquez Vázqueza 2. Ramón Piñeiro López 3. Xerardo Denis Estévez Fernández 4. Antonio Carro Fernández-Valmayor 5. Manuel Couce Pereiro 6. Fernando Martínez González | 1. Manuel Iglesias Corral 2. Pablo González Mariñas 3. José Castro Suárez 4. Fernando García Agudínb 5. Antonio Olives Quintás | 1. Manuel Iglesias Corral 2. Pablo González Mariñas 3. José Castro Suárez 4. Fernando García Agudínb 5. Antonio Olives Quintás | 1. Manuel Iglesias Corral 2. Pablo González Mariñas 3. José Castro Suárez 4. Fernando García Agudínb 5. Antonio Olives Quintás | 1. Bautista Álvarez | 1. Bautista Álvarez | 1. Bautista Álvarez | 1. Anxo Guerreiro Carreiras | 1. Anxo Guerreiro Carreiras | 1. Anxo Guerreiro Carreiras |
| Total escaños | Total escaños | 9 | Total escaños | Total escaños | 6 | Total escaños | Total escaños | 5 | Total escaños       | Total escaños       | 1                   | Total escaños               | Total escaños               | 1                           |

### Provincia de Lugo
| UCD | UCD | UCD | AP | AP | AP | PSdG–PSOE                                                                            | PSdG–PSOE                                                                            | PSdG–PSOE                                                                            | BNPG                    | BNPG                    | BNPG                    |
| --- | --- | --- | --- | --- | --- | ------------------------------------------------------------------------------------ | ------------------------------------------------------------------------------------ | ------------------------------------------------------------------------------------ | ----------------------- | ----------------------- | ----------------------- |
| 1. Antonio Rosón Pérez 2. José María Pardo Montero 3. Flora Veiga Aldarizc 4. Víctor Manuel Vázquez Portomeñe 5. Ángel Rodríguez Vázquez 6. Maximino Pérez Hortas | 1. Antonio Rosón Pérez 2. José María Pardo Montero 3. Flora Veiga Aldarizc 4. Víctor Manuel Vázquez Portomeñe 5. Ángel Rodríguez Vázquez 6. Maximino Pérez Hortas | 1. Antonio Rosón Pérez 2. José María Pardo Montero 3. Flora Veiga Aldarizc 4. Víctor Manuel Vázquez Portomeñe 5. Ángel Rodríguez Vázquez 6. Maximino Pérez Hortas | 1. Adolfo de Abel Vilela 2. Pablo Moure Mariño 3. Jesús Gayoso Rey 4. José Ramón Cociña García 5. Antonio Varela Álvarez | 1. Adolfo de Abel Vilela 2. Pablo Moure Mariño 3. Jesús Gayoso Rey 4. José Ramón Cociña García 5. Antonio Varela Álvarez | 1. Adolfo de Abel Vilela 2. Pablo Moure Mariño 3. Jesús Gayoso Rey 4. José Ramón Cociña García 5. Antonio Varela Álvarez | 1. Manuel Ceferino Díaz Díaz 2. Benxamín Casal Vila 3. Antonio Edelmiro Gato Soengas | 1. Manuel Ceferino Díaz Díaz 2. Benxamín Casal Vila 3. Antonio Edelmiro Gato Soengas | 1. Manuel Ceferino Díaz Díaz 2. Benxamín Casal Vila 3. Antonio Edelmiro Gato Soengas | 1. Lois Diéguez Vázquez | 1. Lois Diéguez Vázquez | 1. Lois Diéguez Vázquez |
| Total escaños | Total escaños | 6 | Total escaños | Total escaños | 5 | Total escaños                                                                        | Total escaños                                                                        | 3                                                                                    | Total escaños           | Total escaños           | 1                       |

### Provincia de Orense
| UCD | UCD | UCD | AP | AP | AP | PSdG–PSOE                                                                             | PSdG–PSOE                                                                             | PSdG–PSOE                                                                             |
| --- | --- | --- | --- | --- | --- | ------------------------------------------------------------------------------------- | ------------------------------------------------------------------------------------- | ------------------------------------------------------------------------------------- |
| 1. Xosé Quiroga Suárez 2. Senén Bernárdez Álvarez 3. José Lage Lage 4. Santos Oujo Bello 5. José Pedro Moreno Gonzálezd 6. Aurelio Miras Portugal 7. José Romero Becerra | 1. Xosé Quiroga Suárez 2. Senén Bernárdez Álvarez 3. José Lage Lage 4. Santos Oujo Bello 5. José Pedro Moreno Gonzálezd 6. Aurelio Miras Portugal 7. José Romero Becerra | 1. Xosé Quiroga Suárez 2. Senén Bernárdez Álvarez 3. José Lage Lage 4. Santos Oujo Bello 5. José Pedro Moreno Gonzálezd 6. Aurelio Miras Portugal 7. José Romero Becerra | 1. Manuel Ángel Villanueva Cendón 2. María del Carmen Lovelle Alén 3. José Carlos Rodríguez González 4. José Luis García Casasnovas 5. Tomás Pérez Vidal | 1. Manuel Ángel Villanueva Cendón 2. María del Carmen Lovelle Alén 3. José Carlos Rodríguez González 4. José Luis García Casasnovas 5. Tomás Pérez Vidal | 1. Manuel Ángel Villanueva Cendón 2. María del Carmen Lovelle Alén 3. José Carlos Rodríguez González 4. José Luis García Casasnovas 5. Tomás Pérez Vidal | 1. Juan Manuel Iglesias Riverae 2. Ramón Félix Blanco Gómez 3. Carlos Casares Mouriño | 1. Juan Manuel Iglesias Riverae 2. Ramón Félix Blanco Gómez 3. Carlos Casares Mouriño | 1. Juan Manuel Iglesias Riverae 2. Ramón Félix Blanco Gómez 3. Carlos Casares Mouriño |
| Total escaños | Total escaños | 7 | Total escaños | Total escaños | 5 | Total escaños                                                                         | Total escaños                                                                         | 3                                                                                     |

### Provincia de Pontevedra
| AP | AP | AP | UCD | UCD | UCD | PSdG–PSOE                                                                                              | PSdG–PSOE                                                                                              | PSdG–PSOE                                                                                              | EG                       | EG                       | EG                       | PSG                      | PSG                      | PSG                      |
| --- | --- | --- | --- | --- | --- | --- | --- | --- | ------------------------ | ------------------------ | ------------------------ | ------------------------ | ------------------------ | ------------------------ |
| 1. Xosé Luís Barreiro Rivas 2. Julián Martínez Larrán 3. Mariano Rajoy Brey 4. Ramón Taboada Soto 5. Benito Iglesias Cacicedo 6. José Luis Alonso Riego 7. Antonio Sangiao Pumar | 1. Xosé Luís Barreiro Rivas 2. Julián Martínez Larrán 3. Mariano Rajoy Brey 4. Ramón Taboada Soto 5. Benito Iglesias Cacicedo 6. José Luis Alonso Riego 7. Antonio Sangiao Pumar | 1. Xosé Luís Barreiro Rivas 2. Julián Martínez Larrán 3. Mariano Rajoy Brey 4. Ramón Taboada Soto 5. Benito Iglesias Cacicedo 6. José Luis Alonso Riego 7. Antonio Sangiao Pumar | 1. Francisco Suárez-Vence Santiso 2. Gerardo González Martín 3. Emma Rosa González Bermello 4. José Carlos Mella Villar 5. Miguel Gerónimo Piñeiro Sánchez 6. Ramón Lareo López | 1. Francisco Suárez-Vence Santiso 2. Gerardo González Martín 3. Emma Rosa González Bermello 4. José Carlos Mella Villar 5. Miguel Gerónimo Piñeiro Sánchez 6. Ramón Lareo López | 1. Francisco Suárez-Vence Santiso 2. Gerardo González Martín 3. Emma Rosa González Bermello 4. José Carlos Mella Villar 5. Miguel Gerónimo Piñeiro Sánchez 6. Ramón Lareo López | 1. Francisco González Amadiós 2. Miguel Barros Puente 3. Benito García Dorgambide 4. Alfredo Conde Cid | 1. Francisco González Amadiós 2. Miguel Barros Puente 3. Benito García Dorgambide 4. Alfredo Conde Cid | 1. Francisco González Amadiós 2. Miguel Barros Puente 3. Benito García Dorgambide 4. Alfredo Conde Cid | 1. Camilo Nogueira Román | 1. Camilo Nogueira Román | 1. Camilo Nogueira Román | 1. Claudio López Garrido | 1. Claudio López Garrido | 1. Claudio López Garrido |
| Total escaños | Total escaños | 7 | Total escaños | Total escaños | 6 | Total escaños                                                                                          | Total escaños                                                                                          | 4 | Total escaños            | Total escaños            | 1                        | Total escaños            | Total escaños            | 1                        |

a Baja el 23-11-1982, sustituido por Antolín Sánchez Presedo.

b Baja el 26-2-1982, sustituido por José Luis Torres Colomer.

c Baja el 25-2-1983, sustituida por José Recimil Tábora.

d Baja el 26-2-1982, sustituido por José María Casas Rosendo.

e Baja el 27-1-1983, sustituido por José Luis Mourín Estela.

## Investidura del Presidente de la Junta de Galicia
El 8 de enero de 1982, Gerardo Fernández Albor fue elegido presidente de la Junta de Galicia, con 52 votos a favor de 71, tras un acuerdo entre los conservadores y los centristas.
| Candidato                               | Fecha                                                   | Voto       |    |    |    | BNPG-PSG | EG |   | Total |
| --------------------------------------- | ------------------------------------------------------- | ---------- | -- | -- | -- | -------- | -- | - | ----- |
| Gerardo Fernández Albor (AP)            | 21 de enero de 1982 Mayoría requerida: Absoluta (36/71) | Sí         | 26 | 23 | 1  |          |    |   | 50/71 |
| Gerardo Fernández Albor (AP)            | 21 de enero de 1982 Mayoría requerida: Absoluta (36/71) | No         |    |    | 12 | 3        | 1  | 1 | 17/71 |
| Gerardo Fernández Albor (AP)            | 21 de enero de 1982 Mayoría requerida: Absoluta (36/71) | Abstención |    |    | 3  |          |    |   | 3/71  |
| Faltó a la votación un diputado de UCD. |                                                         |            |    |    |    |          |    |   |       |